# Anadrymadusa recticauda
Anadrymadusa recticauda är en insektsart som först beskrevs av Werner 1903.  Anadrymadusa recticauda ingår i släktet Anadrymadusa och familjen vårtbitare. Inga underarter finns listade i Catalogue of Life.